# Хвороба Крона
Хвороба Крона (ХК, англ. Crohn's disease)  — хронічне неспецифічне гранулематозне запалення шлунково-кишкового тракту, яке може уражати всі відділи шлунково-кишкового тракту від ротової порожнини до ануса. Хвороба названа на честь американського гастроентеролога Берріла Бернарда Крона, який у 1932 році описав низку пацієнтів із запаленням клубової кишки, яку найчастіше уражає хвороба. Захворюваність досягає близько 3,2 на 1000 осіб в Європі та Північній Америці. В Азії та Африці зустрічається рідше.
Симптоми часто проявляються як біль у животі, діарея (може зрідка бути кривавою, якщо запалення значне), гарячка та втрата ваги. Інші ускладнення поза шлунково-кишковим трактом можуть включати анемію, шкірні висипання, артрит, запалення очей та втому. Шкірні висипання включають гангренозну піодермію або вузловату еритему. Хронічне запалення також може спричинити непрохідність кишок, збільшує ризик їхнього раку.
Уражаються насамперед нижні відділи тонкої і товстої кишки, рідше стравохід і ротова порожнина. Для хвороби Крона є характерними дискретні сегментарні ураження слизової оболонки кишок, тобто одночасно може уражатися декілька відділів їх, які розділені між собою здоровими ділянками.
Причини хвороби Крона досі нез'ясовані, але вважається, що вона виникає внаслідок поєднання екологічних, імунних та бактеріальних факторів у генетично сприйнятливих людей. Це призводить до хронічного запального розладу, при якому імунна система організму атакує шлунково-кишковий тракт, можливо, націлюючись на антигени мікрорганізмів. Незважаючи на те, що хвороба Крона пов'язана з імунітетом, вона не є автоімунним захворюванням.
Основна проблема імунної системи при цій хворобі не є зрозумілою, однак це може бути стан імунодефіциту. Близько половини ризиків виникнення хвороби Крона пов'язані з генетичними проблемами, оскільки уже виявлено задіяність понад 70 генів. У курців хвороба розвивається вдвічі частіше, ніж у некурців. Часто починається після гастроентериту.
Діагностика ґрунтується на низці тестів, включаючи біопсію зі стінки кишки, комп'ютерну томографію та клінічні дані захворювання. Хвороба має схожість і може бути сплутана із синдромом подразненої кишки та синдромом Бехчета.
Не існує лікарських препаратів або хірургічних процедур, які можуть вилікувати хворобу Крона. Лікування передусім покликане допомогти з симптомами, зберегти ремісію та запобігти рецидиву. Короткий курс кортикостероїдів може використовуватись для швидкого поліпшення симптомів, разом із метотрексатом або тіопурином, які застосовуються для запобігання рецидиву. Хворим рекомендовано відмовитись від куріння та щокілька років робити колоноскопію для перевірки на рак кишки. Кожен п'ятий звертається до лікарні щороку, а половина хворих потребуватиме операції у якийсь момент протягом десятирічного періоду.

## Історія
Захворювання було описано двічі, незалежно одне від одного: 1904 року польським хірургом Антоні Лесновські (1867—1940) і в 1932 році американським гастроентерологом Баррил Бернардом Кроном (1884—1983), на честь якого і було назване захворювання.

## Етіологія

### Генетичні фактори
У розвитку захворювання значну роль відіграє генетична схильність. Для деяких генів було доведено взаємозв'язок з розвитком хвороби Крона: NOD2 (NOD2-рецептор), IL23R (хромосома 1p31) і ATG16L1, DLG5 і NELL1 (хромосома 11p15.1). Зменшення кількості генних відрізків, які відповідають за синтез бета-дефензинів, сприяє розвитку хвороби Крона.
Дефензини — це вид природних антибіотиків, що захищають слизову оболонку від бактерій. Люди з хворобою Крона мають на 8-ій хромосомі три генних відрізки, що продукують дефензини, в той час як здорові мають чотири. Рівень дефензинів відповідно в їх слизовій оболонці дещо вищий. Однак для багатьох випадків хвороби Крона в тонкій кишці зв'язку з цим не прослідковується[джерело?].

### Імунна система
Раніше[коли?] вважали, що хвороба Крона є автоімунним захворюванням. Згідно з новішими даними вона виникає внаслідок порушення вродженого імунітету. Зниження секреції цитокінів макрофагами спричиняє запальне захворювання товстої кишки, де заселення мікроорганізмами є високим. За іншою теорією, хворобу Крона викликає надмірна активність цитокінів Th1 (T-хелперів 1). Інше дослідження показало, що важливішу роль відіграють Т-хелпери 17 (Th17).

### Мікроорганізми
Існують припущення, що хворобу спричинюють Mycobacterium avium subsp. paratuberculosis (MAP). Ці мікобактерії характеризуються повільним ростом.

### Інші фактори

#### Надмірна гігієна
Невідомо які фактори навколишнього середовища призводять до частішого розвитку хвороби Крона в суспільстві з високими гігієнічними стандартами. Можливо зараженням певними паразитами призводить до специфічного зниження імунної відповіді, що сприяє хронічному перебігу запальної реакції. Існують й інші гіпотези, згідно з однією з них пошкодження кишкового бар'єру відбувається через подовжену експозицію, яку зумовлюють детергенти (мило, емульгатори). Вони можуть сприяти пошкодженню бар'єрної функції стінки кишки і, таким чином, проникненню бактерій нормальної кишкової флори в стінку. Кишкова флора у пацієнтів з хворобою Крона найімовірніше є вторинно зміненою: у порівнянні зі здоровими особами виявляють чітке зменшення кількості різних видів бактерій.

#### Куріння
Ризик виникнення захворювання у курців вдвічі вищий ніж у людей, що не курять. Припинення куріння, як правило, позитивно впливає на перебіг захворювання, знижує ризик розвитку рецидиву після оперативного втручання.

#### Харчування
Раніше підозрювали про існування взаємозв'язку із специфічним харчуванням, як наприклад, посилене вживання рафінованих видів цукру пацієнтами з ХК на сьогоднішній день вважають вторинним, оскільки у багатьох пацієнтів з хворобою Крона через запалення тонкої кишки визначають загальне зниження резорбції і тому погіршення засвоєння продуктів харчування.

#### Психосоматика
Відомо, що емоційне навантаження може спричинювати чи посилювати порушення функцій кишки і абдомінальні прояви (діарея, біль у животі). Вважають, що психосоціальний стрес призводить до порушення регуляторних процесів імунної відповіді і при наявності відповідних передумов до активації хвороби.
Для пацієнтів з хворобою Крона доцільно виявляти стресові фактори, які зумовлюють появу симптомів і проконсультувати їх з цього приводу у лікаря.

## Клінічні ознаки
Найчастіше хвороба маніфестує в молодих людей віком 15—30 років, хоча може розвиватися в будь-якому віці.
Розвиток хвороби носить хронічний перебіг з періодичними загостреннями і ремісіями.

### Загальні прояви
Підвищення температури тіла, загальна слабкість, втрата ваги тіла.

### Кишкові прояви
Біль в животі може бути першим проявом захворювання. Він часто поєднується з діареєю. Випорожнення інколи можуть містити домішки крові. Біль часто виникає в правій клубовій ділянці живота і потребує проведення ретельної диференціальної діагностики з апендицитом. Крім того можуть бути присутні нудота, блювання, здуття живота, зниження апетиту.

### Позакишкові прояви

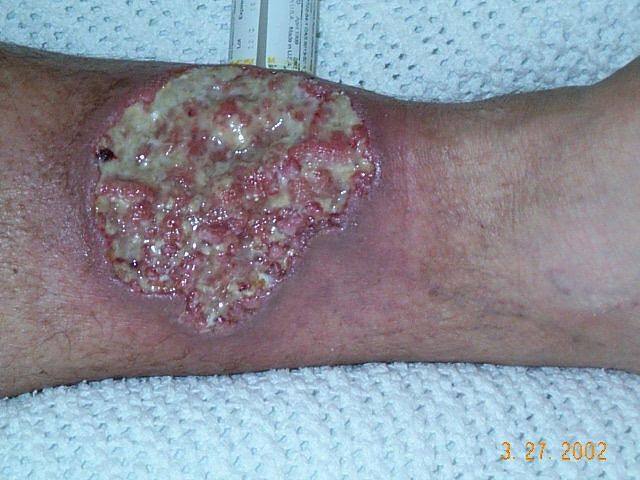
Гангренозна піодермія на нижній кінцівці в особи з хворобою Крона

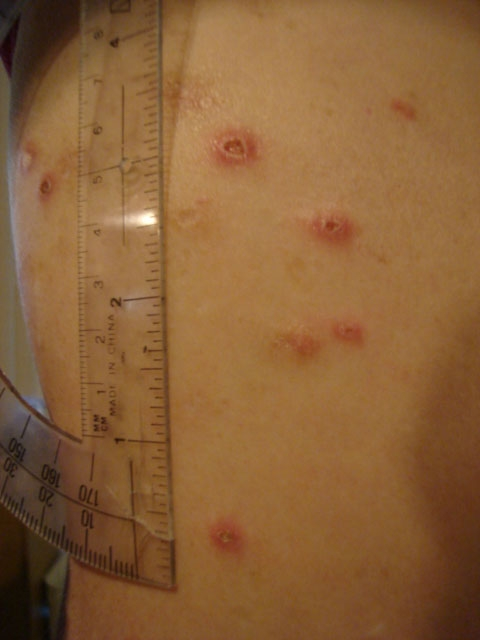
Вузлова еритема на спині в особи з хворобою Крона

Хвороба Крона може спричинити розвиток патологічних процесів в інших віддалених від основного вогнища органах:
- Запалення внутрішнього середовища очного яблука у вигляді увеїту, епісклериту;
- Ревматичне захворювання у вигляді серонегативного спондилоартриту;
- Групу захворювань, що характеризується ураженням одного чи більше суглобів (артрит) чи місць прикріплення м'язів до кісток (ентезит);
- Ураження шкіри в вигляді гангренозної піодермії, вузлової еритеми;
- Неврологічні захворювання. Серед них епілепсія, інсульт, міопатія, периферична нейропатія, головні болі і депресія.

## Ускладнення
- Кишкова непрохідність. Звуження ураженого сегменту кишки на початку захворювання обумовлене запальним процесом, пізніше фіброзними структурами.
- Фістули — сполучення петель кишок з іншими органами чи поверхнею тіла: фістули з'являються як правило при тривалому перебігу і можуть бути різними: сполучення між кишкою і поверхнею тіла (ентерокутальні), між петлями кишки (ентероентеральні), між кишакою і статевими органами (ентеровагінальні), між кишкою і сечовим міхуром (ентеровезикальні), вихід фістули в ділянці прямої кишки (перианальні), ректальні. Рідко фістули виводять безпосередньо в черевну порожнину.
- Абсцеси (обмежене накопичення гною) можуть виникати внутрішньо- і ретроперитонеальні абсцеси.
- Кишкові кровотечі.
- Токсичний мегаколон (через надмірне розширення кишки). При хворобі Крона виникає дещо рідше, ніж при виразковому коліті.
- Карцинома. У першу чергу виникає ризик виникнення карциноми товстої кишки (частіше ніж при виразковому коліті).
- Остеопороз і остеопенія: зміни товщини кісток виникають частіше як наслідок мальабсорбції чи лікування кортизоном.
- Жовчнокам'яна хвороба: через порушення печінково-кишкового кровообігу.
- Сечокам'яна хвороба: розвивається через посилене всмоктування оксалатів з кишки. Причиною цього є синдром втрати жовчних кислот через скорочену і запалену клубову кишку, так що кальцій, який в нормі зв'язує в кишці оксалат, тепер зв'язується з жовчними кислотами.
- Ексудативна гастроентеропатія.

## Патологічна анатомія

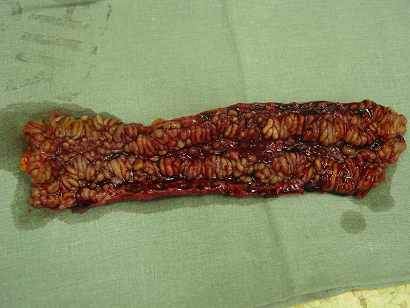
Макропрепарат. Відрізок кишки отриманий хірургічним шляхом

Макроскопічно: Набряк і потовщення всієї товщини стінки кишки.
На слизовій оболонці міститься велика кількість бугриків і вона нагагадує бруківку.
Виразки довгі вузькі і глибокі вздовж кишки, хоча іноді виразки бувають поперечними.
Мікроскопічно:
- Неспецифічний гранулематоз. Грануломи містять епітеліоїдні клітини і клітини Пирогова-Лангханса.
- У підслизовому шарі присутня велика кількість лімфоцитів, гістіоцитів і плазматичних клітин.

## Лікування
Лікування неускладненої хвороби Крона проводять фармацевтичними препаратами. Застосовують такі лікарські препарати: саліцилати (5-ASA) — сульфасалазин, месалазин, глюкокортикоїди — преднізолон, метилпреднізолон, імунодепресанти — азатіоприн, метотрексат, 6-меркаптопурин, анти-ФНОа (anti-en: TNFα), TNF — фактор некрозу пухлини препарат — інфліксімаб (проходить клінічні дослідження), рисанкізумаб.
Хірургічне лікування не застосовують для лікування хвороби Крона, проте воно може бути виконано при ускладненнях даної хвороби:
1. Постійне або фіксоване звуження кишки або її непрохідність.
2. Утворення фістульних ходів у сечовий міхур, піхву або шкіру.
3. Незагойні анальні тріщини або абсцеси.
4. Внутрішньоочеревинні абсцеси, токсична дилатація або перфорація кишки.
5. Необхідно уникати повторних резекцій — може розвинутися синдром короткої кишки.

## Дослідження
Деякі дані підтверджують гіпотезу про те, що бактерія Mycobacterium avium subspecies paratuberculosis (MAP) є причиною хвороби Крона. Тому дослідники розглядають викорінення MAP як терапевтичний варіант. Лікування за допомогою антибіотиків було вивчено, хоч і результати неясні, але орієнтовно корисні. Також вивчається щеплення проти MAP. Вакцина виявилась ефективною у мишей і великої рогатої худоби без видимих побічних ефектів. Почалися випробування фази 1 на людях.
Хвороба поширена в тих частинах світу, де гельмінтна колонізація зустрічається рідко і непоширена в районах, де більшість людей заражені гельмінтами. Гольмінтози можуть змінювати аутоімунну реакцію, яка викликає захворювання. Випробування екстрактів із гельмінта Trichuris suis показали багатообіцяючі результати при застосуванні на людях із запальним захворюванням кишки. Однак ці дослідження не дійшли до клінічних випробувань фази 2, а потім були припинені після послідовних невдач у Північній Америці та Європі.
Численні доклінічні дослідження показують, що активація канабіноїдних рецепторів CB1 та CB2 здійснює біологічні функції на шлунково-кишковому тракті. Активація рецепторів CB1 та CB2 у тварин виявила сильну протизапальну дію. Канабіноїди та модуляція ендоканнабіноїдної системи є новим терапевтичним засобом для лікування багатьох шлунково-кишкових розладів, включаючи запальні захворювання кишки і хворобу Крона. Кілька невеликих випробувань вивчали вплив медичної марихуани, але для підтвердження її корисності ще потрібні додаткові докази.
Немає також належних доказів того, що талідомід або леналідомід корисні для досягнення або підтримки ремісії.